# Sphodromantis royi
Sphodromantis royi é uma espécie de louva-a-deus da família dos Mantidae, sendo encontrados no Burkina Faso, Mali, Mauritânia, Níger, e Senegal.